# Ungarische Eishockeyliga 1959/60
Die Saison 1959/60 war die 23. Spielzeit der ungarischen Eishockeyliga, der höchsten ungarischen Eishockeyspielklasse. Meister wurde zum insgesamt zweiten Mal in der Vereinsgeschichte Újpesti Dózsa SC.

## Modus
In der Hauptrunde absolvierte jede der fünf Mannschaften insgesamt zwölf Spiele. Der Erstplatzierte der Hauptrunde wurde Meister. Für einen Sieg erhielt jede Mannschaft zwei Punkte, bei einem Unentschieden gab es einen Punkt und bei einer Niederlage null Punkte.

## Hauptrunde

### Tabelle
|    | Klub                  | Sp | S | U | N | Tore  | Punkte |
| -- | --------------------- | -- | - | - | - | ----- | ------ |
| 1. | Újpesti Dózsa SC      | 12 | 9 | 2 | 1 | 76:34 | 20     |
| 2. | Vörös Meteor Budapest | 12 | 6 | 2 | 4 | 48:38 | 14     |
| 3. | BVSC Budapest         | 12 | 4 | 3 | 5 | 43:45 | 11     |
| 4. | Ferencvárosi TC       | 12 | 4 | 3 | 5 | 51:54 | 11     |
| 5. | Építõk Budapest       | 12 | 1 | 2 | 9 | 23:70 | 4      |

Sp = Spiele, S = Siege, U = unentschieden, N = Niederlagen, OTS = Overtime-Siege, OTN = Overtime-Niederlage, SOS = Penalty-Siege, SON = Penalty-Niederlage